# Arctosa pugil
Arctosa pugil este o specie de păianjeni din genul Arctosa, familia Lycosidae. A fost descrisă pentru prima dată de Bertkau, 1880. Conform Catalogue of Life specia Arctosa pugil nu are subspecii cunoscute.